# U-175
| U-175                                                                                                | U-175 | U-175 |
| --- | --- | --- |
| U 175                                                                                                | | |
| | | |
| U-175 за кілька хвилин до загибелі. 17 квітня 1943                                                   | | |
| Верф                                                                                                 | Deutsche Schiff- und Maschinenbau, AG Weser, Бремен | Deutsche Schiff- und Maschinenbau, AG Weser, Бремен |
| Під прапором                                                                                         | Третій Рейх | Третій Рейх |
| Належність                                                                                           | Крігсмаріне | Крігсмаріне |
| Порт приписки                                                                                        | Штеттін Кіль Лор'ян | Штеттін Кіль Лор'ян |
| Замовлення                                                                                           | 23 грудня 1939 | 23 грудня 1939 |
| Закладений                                                                                           | 30 січня 1941 | 30 січня 1941 |
| Спуск на воду                                                                                        | 2 вересня 1941 | 2 вересня 1941 |
| Введений до складу флоту                                                                             | 5 грудня 1941 | 5 грудня 1941 |
| На службі                                                                                            | 1941—1943 | 1941—1943 |
| Загибель                                                                                             | 17 квітня 1943 року затоплений у Північній Атлантиці південно-західніше Ірландії глибинними бомбами та артилерійським вогнем американського куттера берегової охорони «Спенсер» | 17 квітня 1943 року затоплений у Північній Атлантиці південно-західніше Ірландії глибинними бомбами та артилерійським вогнем американського куттера берегової охорони «Спенсер» |
| Бойовий досвід                                                                                       | Друга світова війна Битва за Атлантику | Друга світова війна Битва за Атлантику |
| Проєкт                                                                                               | | |
| Тип ПЧ                                                                                               | великий океанський торпедний ДПЧ | великий океанський торпедний ДПЧ |
| Основні характеристики                                                                               | | |
| Швидкість (надводна)                                                                                 | 18,2 вузла (33,7 км/год) | 18,2 вузла (33,7 км/год) |
| Швидкість (підводна)                                                                                 | 7,3 (13,5 км/год) | 7,3 (13,5 км/год) |
| Робоча глибина занурення                                                                             | 100 м | 100 м |
| Гранична глибина занурення                                                                           | 230 м | 230 м |
| Дальність плавання                                                                                   | 64 милі (119 км) км на швидкості 4 вузли (7,4 км/год) (у підводному положенні) 13 450 морських миль (24 910 км на швидкості 10 вузлів (19 км/год) (у надводному положенні)      | 64 милі (119 км) км на швидкості 4 вузли (7,4 км/год) (у підводному положенні) 13 450 морських миль (24 910 км на швидкості 10 вузлів (19 км/год) (у надводному положенні)      |
| Екіпаж                                                                                               | 48 офіцерів та матросів | 48 офіцерів та матросів |
| Розміри                                                                                              | | |
| Довжина найбільша (по КВЛ)                                                                           | 76,76 м | 76,76 м |
| Ширина корпусу найб.                                                                                 | 6,76 м | 6,76 м |
| Висота                                                                                               | 9,6 м | 9,6 м |
| Середня осадка (по КВЛ)                                                                              | 4,7 м | 4,7 м |
| Водотоннажність надводна                                                                             | 1120 т | 1120 т |
| Силова установка                                                                                     | | |
| Дизель-електрична: 2 дизельні двигуни MAN M 9 V 40/46 2 електродвигуни Siemens-Schuckert 2 GU 345/34 | | |
| Гвинти                                                                                               | 2 | 2 |
| Потужність                                                                                           | 2 × 2200 к.с. (дизелі) 2 × 740 к.с. (електродвигуни) | 2 × 2200 к.с. (дизелі) 2 × 740 к.с. (електродвигуни) |
| Озброєння                                                                                            | | |
| Артилерія                                                                                            | 1 × 105-мм палубна гармата SK C/32 | 1 × 105-мм палубна гармата SK C/32 |
| Торпедно- мінне озброєння                                                                            | 4 носових і 2 кормових ТА; 22 торпеди або 44 міни TMA чи 66 TMB | 4 носових і 2 кормових ТА; 22 торпеди або 44 міни TMA чи 66 TMB |
| ППО                                                                                                  | 1 × 37-мм зенітна гармата SKC/30 2 (1 × 2) × 20-мм зенітні гармати FlaK 30 | 1 × 37-мм зенітна гармата SKC/30 2 (1 × 2) × 20-мм зенітні гармати FlaK 30 |

U-175 — німецький великий океанський підводний човен типу IXC, що входив до складу Військово-морських сил Третього Рейху за часів Другої світової війни. Закладений 30 січня 1941 року на верфі Deutsche Schiff- und Maschinenbau, AG Weser у Бремені під будівельним номером 1015. Спущений на воду 2 вересня 1941 року, а 5 грудня 1941 року корабель увійшов до складу ВМС нацистської Німеччини. Єдиним командиром човна був корветтен-капітан Генріх Брунс.

## Історія служби
U-175 належав до серії німецьких підводних човнів типу IXC, великих океанських човнів, призначених діяти на морських комунікаціях противника на далеких відстанях у відкритому океані. Човнів цього типу було випущено 54 одиниці і вони дуже успішно та результативно проявили себе в ході бойових дій в Атлантиці. 5 грудня 1941 року U-175 розпочав службу у складі 4-ї навчальної флотилії, а з 1 вересня 1942 року переведений до бойового складу 10-ї флотилії ПЧ Крігсмаріне.

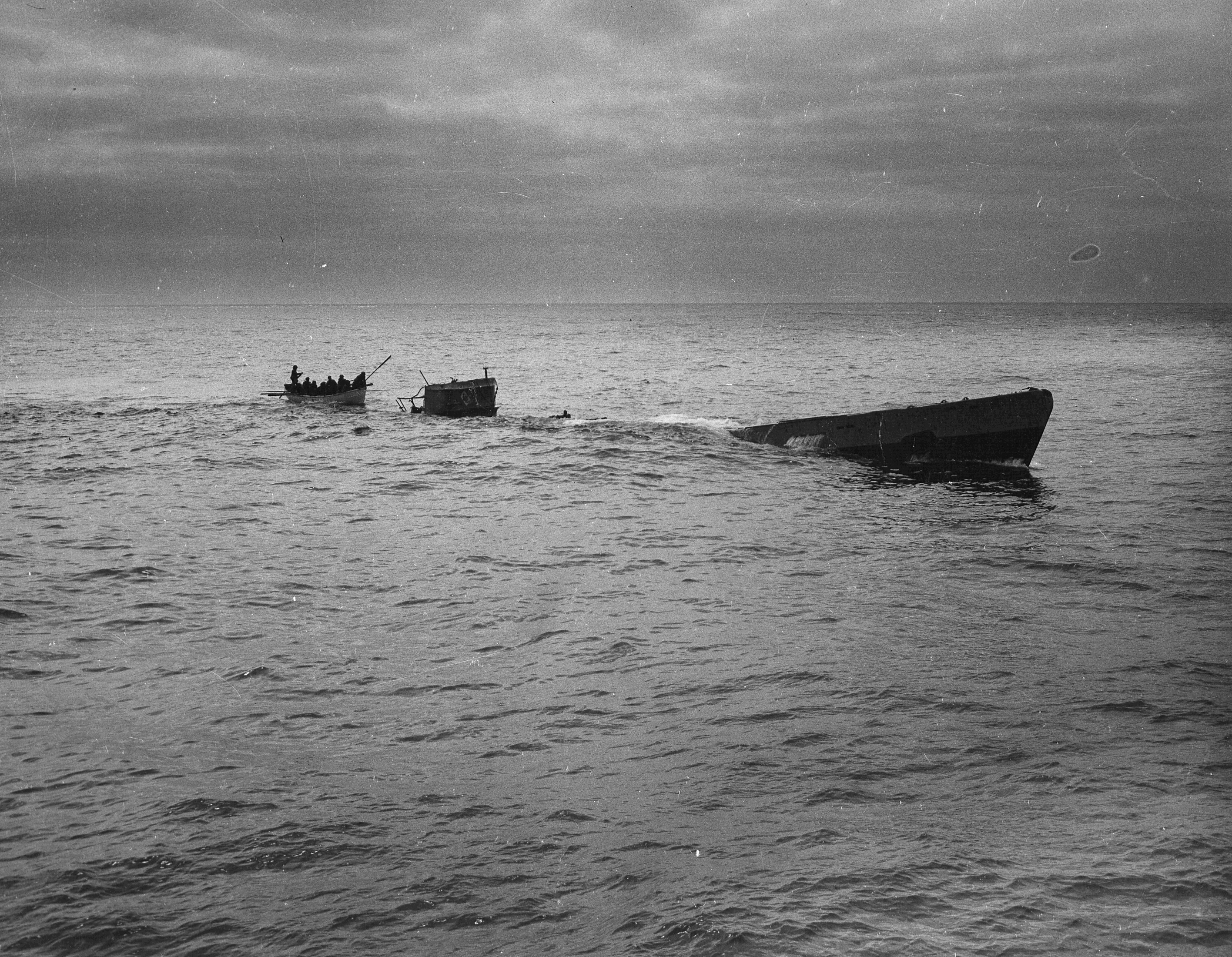
Врятування вцілілих членів німецького екіпажу U-175 американцями

З серпня 1942 року і до квітня 1943 року U-175 здійснив 3 бойових походів в Атлантичний океан, в яких провів 158 днів. Човен потопив 10 торгових суден (40 619 GRT).
17 квітня 1943 року через кілька днів після виходу у третій бойовий похід U-175 був виявлений у Північній Атлантиці південно-західніше Ірландії і затоплений глибинними бомбами та артилерійським вогнем американського куттера берегової охорони «Спенсер».

## Перелік уражених U-175 суден у бойових походах
| №                                                           | Дата            | Командир ПЧ         | Назва               | Тип                | Належність      | Водотоннажність (брт) | Вантаж                                     | Конвой         | Результат та координати                                              | Наслідки атаки для екіпажу    | Прим.                |
| ----------------------------------------------------------- | --------------- | ------------------- | ------------------- | ------------------ | --------------- | --------------------- | ------------------------------------------ | -------------- | -------------------------------------------------------------------- | ----------------------------- | -------------------- |
| Перший похід (15.08—17.10.1942, 64 доби; Кіль—Лор'ян)       |                 |                     |                     |                    |                 |                       |                                            |                |                                                                      |                               |                      |
| 1                                                           | 18 вересня 1942 | Kptlt. Генріх Брунс | Norfolk             | суховантажне судно | Канада          | 1 901                 | 3055 тонн бокситів                         |                | потоплено 08°36′ пн. ш. 59°20′ зх. д. / 8.600° пн. ш. 59.333° зх. д. | 19 (6 загинули та 13 вціліли) |                      |
| 2                                                           | 21 вересня 1942 | Kptlt. Генріх Брунс | Predsednik Kopajtic | суховантажне судно | Югославія       | 1 798                 | баласт                                     |                | потоплено 08°14′ пн. ш. 59°04′ зх. д. / 8.233° пн. ш. 59.067° зх. д. | 28 (3 загинули та 25 вціліли) |                      |
| 3                                                           | 24 вересня 1942 | Kptlt. Генріх Брунс | West Chetac         | суховантажне судно | США             | 5 627                 | 6097 тонн генеральних вантажів             | Конвой TRIN 14 | потоплено 08°45′ пн. ш. 57°00′ зх. д. / 8.750° пн. ш. 57.000° зх. д. | 50 (31 загинув та 19 вціліли) |                      |
| 4                                                           | 26 вересня 1942 | Kptlt. Генріх Брунс | Tambour             | суховантажне судно | Панама          | 1 827                 | 2585 тонн бокситів                         |                | потоплено 08°50′ пн. ш. 59°50′ зх. д. / 8.833° пн. ш. 59.833° зх. д. | 32 (8 загинув та 24 вціліли)  |                      |
| 5                                                           | 28 вересня 1942 | Kptlt. Генріх Брунс | Alcoa Mariner       | суховантажне судно | США             | 5 590                 | баласт                                     |                | потоплено 08°57′ пн. ш. 60°08′ зх. д. / 8.950° пн. ш. 60.133° зх. д. | 54 (усі вціліли)              |                      |
| 6                                                           | 1 жовтня 1942   | Kptlt. Генріх Брунс | Empire Tennyson     | суховантажне судно | Велика Британія | 2 880                 | 3000 тонн бокситів                         |                | потоплено 09°27′ пн. ш. 60°05′ зх. д. / 9.450° пн. ш. 60.083° зх. д. | 40 (4 загинули та 36 вціліли) |                      |
| 7                                                           | 2 жовтня 1942   | Kptlt. Генріх Брунс | Aneroid             | суховантажне судно | Панама          | 5 074                 | 3348 тонн бокситів                         |                | потоплено 08°24′ пн. ш. 59°12′ зх. д. / 8.400° пн. ш. 59.200° зх. д. | 49 (6 загинули та 43 вціліли) |                      |
| 8                                                           | 4 жовтня 1942   | Kptlt. Генріх Брунс | Caribstar           | суховантажне судно | США             | 2 592                 | баласт                                     |                | потоплено 08°30′ пн. ш. 59°37′ зх. д. / 8.500° пн. ш. 59.617° зх. д. | 35 (6 загинули та 29 вціліли) |                      |
| 9                                                           | 5 жовтня 1942   | Kptlt. Генріх Брунс | William A. McKenney | суховантажне судно | США             | 6 153                 | 3118 тонн бокситів та генеральних вантажів |                | потоплено 08°35′ пн. ш. 59°20′ зх. д. / 8.583° пн. ш. 59.333° зх. д. | 35 (1 загиблий та 34 вціліли) |                      |
| Другий похід (01.12.1942—24.02.1943, 86 діб; Лор'ян—Лор'ян) |                 | Kptlt. Генріх Брунс |                     |                    |                 |                       |                                            |                |                                                                      |                               |                      |
| 10                                                          | 23 січня 1943   | Kptlt. Генріх Брунс | Benjamin Smith      | суховантажне судно | США             | 7 177                 | 8000 тонн військового майна                |                | потоплено 04°05′ пн. ш. 07°50′ зх. д. / 4.083° пн. ш. 7.833° зх. д.  | 66 (усі вціліли)              | судно типу «Ліберті» |